# McLaren MP4/15
Der McLaren MP4/15 war der Formel-1-Rennwagen von McLaren Racing für die Saison 2000, der an allen 17 Rennen der Saison teilnahm.

## Technik und Entwicklung
Der technische Direktor für die Entwicklung war Adrian Newey. Ihm unterstanden Neil Oatley für die Konstruktion sowie Henri Durand für die aerodynamische Form des Wagens.
Der Wagen kann als Evolution des Vorjahresmodells MP4/14 angesehen werden. Auffällig ist die Nase, welche verkürzt wurde und sich nach unten richtete, einzelne Öffnungen über den seitlichen Kühlern, sogenannte Chimneys (deutsch: Luftauslass-Kamine), sowie ein einziger Auspuff am Heck. Motor war der FO110J-V10-Saugmotor von Mercedes-Benz mit einem Hubraum von 2.998 cm³ und einem Zylinderbankwinkel von 72°. Er wog etwa 92 kg, leistete bei 17.400/min ungefähr 600 kW (815 PS) und war der leistungsstärkste Motor zu Beginn der Saison 2000. Damit erreichte der Wagen bis zu 352 km/h. Das selbstentwickelte Halbautomatikgetriebe hatte sieben Gänge und wurde für die Saison 2000 komplett neu entwickelt.
Die Reifen wurden von Bridgestone, der Treibstoff sowie das Motoröl von Mobil 1 und die Felgen von Enkei geliefert.

## Renngeschichte
Der Wagen wurde am 3. Januar 2000 am Circuito de Jerez erstmals Probe gefahren und einen Monat später, am 3. Februar 2000, ebenfalls in Jerez der Weltöffentlichkeit präsentiert. Der Wagen zeigte wie in den vergangenen zwei Jahren großes Potential, der neue Testfahrer Olivier Panis konnte des Öfteren bei Tests die schnellste Rennrunde erzielen.
Doch trotz der Konkurrenzfähigkeit zeigte sich, dass der Wagen zu Saisonbeginn Probleme mit der Zuverlässigkeit hatte, so schied Häkkinen bei den ersten beiden Rennen aus und Coulthard wurde in Brasilien aufgrund eines um sieben Millimeter zu niedrigen Frontflügels disqualifiziert. Insgesamt schied man fünf Mal aus, drei Mal davon aufgrund eines defekten Motors. Zu Saisonende belegte Mika Häkkinen um 19 Punkte den zweiten Platz hinter Michael Schumacher, McLaren belegte in der Konstrukteurswertung ebenfalls nur den zweiten Platz und musste sich um 28 Punkte Ferrari geschlagen geben.

## Lackierung und Sponsoring
Das Design wurde erneut in Grau-Schwarz mit weißer Nase gehalten, unterbrochen von roten Elementen an der Nasenspitze und neben dem Motor. Auf den Seitenkästen und dem Heckflügel war das Logo des Hauptsponsors West platziert. Weitere Sponsoren waren Computer Associates, Hugo Boss, Mobil 1, Schweppes, Siemens, TAG Heuer und Warsteiner.
Bei den Rennen in Großbritannien, Frankreich und den Vereinigten Staaten musste auf die Tabakwerbung verzichtet werden. Stattdessen wurde auf den Plätzen der Logos die Vornamen des jeweiligen Fahrers platziert.

## Fahrer
Stammfahrer waren als amtierender Weltmeister Mika Häkkinen sowie David Coulthard, als Test- und Ersatzfahrer wurden Olivier Panis, vorjähriger Prost-Pilot, und Darren Turner nominiert. Der zuständige Renningenieur für Häkkinen war Mark Slade und für Coulthard war es Pat Fry.

## Weitere Verwendung der Chassis
Ein Wagen, gefahren von David Coulthard, ist in der Donington Grand Prix Collection ausgestellt. Ein weiterer Wagen von Coulthard wurde 2014 bei der Rétromobile in Paris ausgestellt.

## Ergebnisse
| Fahrer                          | Nr.                             | 1   | 2   | 3 | 4 | 5 | 6 | 7 | 8 | 9 | 10 | 11 | 12 | 13 | 14  | 15  | 16 | 17 | Punkte | Rang |
| ------------------------------- | ------------------------------- | --- | --- | - | - | - | - | - | - | - | -- | -- | -- | -- | --- | --- | -- | -- | ------ | ---- |
| Formel-1-Weltmeisterschaft 2000 | Formel-1-Weltmeisterschaft 2000 |     |     |   |   |   |   |   |   |   |    |    |    |    |     |     |    |    | 152    | 2.   |
| M. Häkkinen                     | 01                              | DNF | DNF | 2 | 2 | 1 | 2 | 6 | 4 | 2 | 1  | 2  | 1  | 1  | 2   | DNF | 2  | 4  | 152    | 2.   |
| D. Coulthard                    | 02                              | DNF | DSQ | 3 | 1 | 2 | 3 | 1 | 7 | 1 | 2  | 3  | 3  | 4  | DNF | 5   | 3  | 2  | 152    | 2.   |

| Legende  | Legende            | Legende                                                          |
| Farbe    | Abkürzung          | Bedeutung                                                        |
| -------- | ------------------ | ---------------------------------------------------------------- |
| Gold     | –                  | Sieg                                                             |
| Silber   | –                  | 2. Platz                                                         |
| Bronze   | –                  | 3. Platz                                                         |
| Grün     | –                  | Platzierung in den Punkten                                       |
| Blau     | –                  | Klassifiziert außerhalb der Punkteränge                          |
| Violett  | DNF                | Rennen nicht beendet (did not finish)                            |
| Violett  | NC                 | nicht klassifiziert (not classified)                             |
| Rot      | DNQ                | nicht qualifiziert (did not qualify)                             |
| Rot      | DNPQ               | in Vorqualifikation gescheitert (did not pre-qualify)            |
| Schwarz  | DSQ                | disqualifiziert (disqualified)                                   |
| Weiß     | DNS                | nicht am Start (did not start)                                   |
| Weiß     | WD                 | zurückgezogen (withdrawn)                                        |
| Hellblau | PO                 | nur am Training teilgenommen (practiced only)                    |
| Hellblau | TD                 | Freitags-Testfahrer (test driver)                                |
| ohne     | DNP                | nicht am Training teilgenommen (did not practice)                |
| ohne     | INJ                | verletzt oder krank (injured)                                    |
| ohne     | EX                 | ausgeschlossen (excluded)                                        |
| ohne     | DNA                | nicht erschienen (did not arrive)                                |
| ohne     | C                  | Rennen abgesagt (cancelled)                                      |
| ohne     | keine WM-Teilnahme |                                                                  |
| sonstige | P/fett             | Pole-Position                                                    |
| sonstige | 1/2/3/4/5/6/7/8    | Punktplatzierung im Sprint-/Qualifikationsrennen                 |
| sonstige | SR/kursiv          | Schnellste Rennrunde                                             |
| sonstige | *                  | nicht im Ziel, aufgrund der zurückgelegten Distanz aber gewertet |
| sonstige | ()                 | Streichresultate                                                 |
| sonstige | unterstrichen      | Führender in der Gesamtwertung                                   |